# یوروکوپتر ایکس۳
یوروکوپتر ایکس۳ (به انگلیسی: Eurocopter X3) یک بالگرد ساختِ کارخانهٔ ایرباس هلیکوپترز است. این بالگرد برای نخستین بار در ۶ سپتامبر ۲۰۱۰ میلادی مورد استفاده قرار گرفت.